# Żada
Żada – dawna wieś. Tereny, na których leżała, znajdują się obecnie na Białorusi, w obwodzie witebskim, w rejonie miorskim, w sielsowiecie Zaucie.
Dawniej używane nazwy – Łado, Zada.

## Historia
W czasach zaborów w powiecie dzisieńskim, w guberni wileńskiej Imperium Rosyjskiego.
W latach 1921–1945 wieś leżała w Polsce, w województwie wileńskim, w powiecie dziśnieńskim, w gminie Stefanpol, a od 1926 roku w gminie Mikołajów.
Według Powszechnego Spisu Ludności z 1921 roku zamieszkiwało tu 81 osób, 43 było wyznania rzymskokatolickiego a 28 prawosławnego. Jednocześnie 6 mieszkańców zadeklarowało polską a 75 białoruską przynależność narodową. Było tu 17 budynków mieszkalnych. W 1931 w 14 domach zamieszkiwało 75 osób.
Wierni należeli do parafii rzymskokatolickiej w Dziśnie i prawosławnej w Stefanpolu. Miejscowość podlegała pod Sąd Grodzki w Dziśnie i Okręgowy w Wilnie; właściwy urząd pocztowy mieścił się w Stefanpolu.